# Райская якамара
Райская якамара (лат. Galbula dea) — вид птиц из семейства якамаровых.
Вид распространён в Южной Америке в бассейне Амазонки. Его естественной средой обитания являются тропические и субтропические влажные низменные леса, галерейные леса и влажные саванны.
Птица среднего размера, длиной до 31 см, половина из которых приходится на хвост, и массой 32 г. Большая часть оперения тёмно-синего черноватого цвета, контрастирует с белым горлом. Макушка головы дымчато-коричневого цвета. Крылья глянцево-коричневого цвета.
Питается насекомыми, охотясь на них в полёте. Гнездится в норах, которые выкапывает в термитниках.